# Carthage (Karolina Północna)
Carthage – miasto w Stanach Zjednoczonych, w stanie Karolina Północna, w hrabstwie Minnehaha.